# Нонио
Но̀нио (на италиански: Nonio; на пиемонтски: Gnun, Нюн) е село и община в Северна Италия, провинция Вербано-Кузио-Осола, регион Пиемонт. Разположено е на 476 m надморска височина. Населението на общината е 898 души (към 2010 г.).